# Assumpció de la Mare de Déu amb tots els sants
Assumpció de la Mare de Déu amb tots els sants és una pintura sobre tela de grans dimensions realitzada per Antoni Viladomat entre el 1728-1750 per a una capella de l'església de Santa Maria de l'Alba, a Manresa i que actualment es pot veure al museu comarcal de la mateixa ciutat. L'obra és propietat de la parròquia de Santa Maria de Manresa i es quedarà temporalment en dipòsit al Museu Comarcal de Manresa fins que finalitzin les reparacions que s'estan duent a terme a la basílica. Mentrestant, s'estudia el millor lloc on col·locar-la, per a la seva conservació i exposició dins de l'església.
La pintura de l'Assumpció de la Mare de Déu amb tots els sants (c. 1728-1750) procedeix de la Capella de la Confraria de Tots Sants i de la Capella de la Mare de Déu del Pilar, de l'església de Santa Maria de l'Alba, de Manresa. L'obra es pot considerar, segons Francesc Miralpeix, doctor i especialista en l'obra d'Antoni Viladomat i Manalt (1678-1755), una de les millors pintures de maduresa d'aquest artista del barroc català. Des del punt de vista estilístic, presenta tots els trets característics de l'art del pintor barceloní, especialment presents en l'amarament gestual de les expressions del conjunt dels personatges representats, amb paraules de Miralpeix.
Seguint amb l'estudi d'aquest historiador, pel que fa a la iconografia, la composició fusiona els temes de les dues advocacions que havia tingut la capella: fins a principis del segle xviii era dedicada a Maria, Reina de Tots els Sants i, després de la Guerra de Successió Espanyola, a l'Assumpció de Maria. La pintura representa l'Assumpció de Maria, amb els apòstols que observen el miracle al voltant de la seva tomba, i, simultàniament, en el pla superior, la Cort Celestial amb la Santíssima Trinitat que l'esperen per rebre-la amb honors.

## Estat de conservació
El quadre, de gran format (3,50 × 2 m), és una pintura a l'oli sobre tela de lli de molt bona factura. Durant l'examen amb tècniques fotogràfiques amb llum infraroja s'han pogut veure algunes modificacions, a partir de les quals s'intueix com va ser el procés d'elaboració de la pintura. La tela de suport ja s'havia intervingut amb anterioritat, com es pot constatar pels pedaços de tela aplicats en el revers i per les dues repintades que s'han detectat amb l'observació de l'obra amb llum ultraviolada. Es tracta d'un teixit de tipus tafetà senzill, que presentava alguns estrips verticals, el més llarg situat a la zona inferior, concretament a la tomba de la Verge. La tela del perímetre estava molt degradada i fràgil, motiu pel qual hi havia un gran nombre d'esquinçaments. El bastidor presentava un atac d'insectes xilòfags i algunes zones estaven trencades. El vernís envellit donava a l'obra una tonalitat fosca i esgrogueïda que desvirtuava la visió dels colors i la composició original de l'obra. A més, tota la superfície del quadre, tant per l'anvers com pel revers, presentava gran quantitat de brutícia molt adherida. En el revers, entre la tela i el bastidor, destacava una gran quantitat de partícules sòlides.

### Restauració
El quadre es va despenjar del mur de la parròquia de la Seu on es trobava, i un cop fet el seu condicionament, es va traslladar al Centre de Restauració de Béns Mobles de Catalunya per a intervenir-lo. A partir de les anàlisis fisicoquímiques prèvies, s'ha iniciat el tractament del suport. L'operació ha consistit a suturar els estrips de la tela, i a reforçar-la amb teixit sintètic fi i fils de lli.
El perímetre s'ha reforçat puntualment, sense desclavar la tela del seu bastidor, per tal de conservar així la tensió i els gavarrots originals que subjecten la tela amb el bastidor. A les zones en les quals la tensió havia cedit s'han aplicat unes tires de tela sintètica per tornar-les a tensar. La neteja de la superfície pictòrica s'ha fet amb un sistema aquós de pH neutre. Per a l'eliminació del vernís engroguit i les repintades, s'ha utilitzat una barreja de dissolvents aplicada en gel, per evitar la seva penetració, principalment tenint en compte la fragilitat d'alguns pigments. La presentació final del quadre s'ha fet amb criteri il·lusionista, amb l'anivellament de les zones de pèrdues i amb la reintegració pictòrica amb pigments purs aglutinats amb vernís. L'envernissada final s'ha fet a base d'una resina de baix pes molecular, estable i de gran reversibilitat.
Com a mesura de conservació preventiva, a causa d'un lleuger enfosquiment localitzat a les zones de la capa pictòrica en què la tela es trobava en contacte directe amb la fusta del creuer interior del bastidor, s'ha aïllat la tela de la fusta per evitar el contacte. Per a això, s'ha interposat entre la tela de suport i el bastidor un teixit no teixit de polietilè d'alta densitat. Finalment, per protegir tot el revers de la pols i minimitzar les oscil·lacions climàtiques, s'ha i protegit el revers amb una segona capa exterior de la mateixa tela de polietilè.
La intervenció de conservació i restauració s'ha fet seguint les directrius i protocols del CRBMC. S'ha basat en el criteri de la mínima intervenció, amb la finalitat d'aportar la màxima estabilitat i retornar la llegibilitat a l'obra. Amb aquesta actuació, s'ha fet possible, un cop més, la preservació d'una obra del nostre patrimoni historicoartístic per al gaudi de les generacions actuals i futures.
El procés de conservació i de restauració l'ha dut a terme David Silvestre, amb la col·laboració de Maria Sala i Irene Panadés, i l'ha dirigida Maite Toneu, coordinadora de l'especialitat de Pintura sobre tela, i el suport de l'equip tècnic i científic del CRBMC.